# Aline Valette
Alphonsine Eulalie Goudeman, dite Aline Valette, née  à Lille le 4 octobre 1850 et morte à Arcachon le 21 mars 1899 est une institutrice, féministe et socialiste française.
Elle défend les droits pour les femmes dans la société du travail et l'idée que la société devrait apporter un plus grand soutien aux femmes engagées dans la maternité, la plus importante de toutes les professions selon ses convictions.

## Biographie

### Jeunesse
Alphonsine Eulalie Goudeman est née à Lille le 4 octobre 1850. Ayant reçu une formation d'enseignante, elle exerce dans un établissement libre à Montmartre, par la suite à l’école mixte d’enseignement théorique. Elle enseigne ensuite à de jeunes filles au 12 rue Saint-Lazare jusqu'en 1880. Avec quelques collègues de travail dont Marie Bonnevial, elle participe aux prémices de la fondation du premier syndicat de professeurs. En 1878, au congrès fondateur de l'union des enseignants, syndicat dirigé par Marie Bonnevial, elle est élue secrétaire. Elle occupe ce poste jusqu'en 1880.
En 1880, elle épouse Jules Albert Antony Georges Valette un avocat et quitte son travail. Elle à deux enfants avec Valette. Elle se sépare de son mari vers 1885. Alors qu'elle est mère célibataire, elle rédige un manuel à l'intention des femmes au foyer qui transmettent des valeurs traditionnelles concernant le travail des femmes à la maison. La journée de la petite ménagère est longtemps utilisée par les écoles parisiennes. Le guide est publié dans de nombreuses éditions au cours des années suivantes.

### Féminisme et socialisme
Dans les années 1880, Aline Valette travaille comme inspectrice volontaire du travail non rémunérée dans la région parisienne. À l'âge de quarante ans, elle devient socialiste en réponse à ce qu'elle voit des conditions de travail dans les usines. Elle devient membre d'un groupe d'étude guesdiste et en 1889 représente ce groupe au Congrès socialiste international. Elle assiste au congrès international de 1891 à Bruxelles en tant que guesdiste. Le 29 juin 1891, la séparation judiciaire de son mari est en instance. Elle gagne environ 2 000 francs par an de La Journée de la petite ménagère et de l’enseignement. Son mari, qui vit en Algérie, a été condamné à lui payer une pension alimentaire de 200 francs par mois, mais ne s'acquitte pas de cette obligation. Elle a deux enfants âgés de huit et dix ans qui conformément à une ordonnance du tribunal, vivent avec la famille de son avocat à Sèvres.
Valette fait partie des femmes telles que Marie Guillot, Séverine, Maria Vérone et Marie Bonnevial qui militent pour le droit de vote des femmes, pour la réforme du code civil qui traite une femme en mineure et pour l'accès des femmes à tous les sujets d'étude, ainsi qu'à toutes les professions. En janvier 1892, Eugénie Potonié-Pierre rassemble huit groupes féministes à Paris au sein de la Fédération française des sociétés féministes. Valette se joint au comité qui organise le premier congrès en mai 1892 et représente une union éphémère de couturières au congrès. Le 17 juin 1892, Potonié-Pierre démissionne de son poste de secrétaire en raison d'un différend sur le contrôle de la fédération. Elle est remplacée par Aline Valette.
La tâche principale de la fédération est définie et Valette travaille à la préparation d’un cahier des doléances féminines. Elle fonde l'hebdomadaire L'Harmonie sociale, paru le 15 octobre 1892, dans le but de prendre contact avec les travailleuses pour comprendre leurs préoccupations. Le slogan portait le message socialiste suivant : « L'émancipation de la femme est un travail émancipé ». Cependant, les contributrices de la revue, parmi lesquelles Eliska Vincent, Marie Bonnevial et Marya Chéliga-Loevy, sont plus intéressées par le féminisme que par le socialisme. Le journal publie en série La femme sous le socialisme d'August Bebel et publie divers textes et résolutions de congrès socialistes. L'Harmonie sociale cesse de paraître en 1893. En 1893, elle co-écrit Socialisme et Sexualisme : Programme du parti socialiste féminin. Après cela, elle défende le « sexisme », une théorie dans laquelle elle affirme que la biologie de l'évolution exige que les femmes et les enfants bénéficient d'un plus grand soutien de la société que les hommes.
En tant que secrétaire de la Fédération des sociétés féministes, elle assiste au congrès de 1893 du Parti ouvrier français (POF) et devient membre du conseil national du POF. Elle est secrétaire permanente du POF de 1896 à sa mort en 1899.

### Fin de vie
La santé d'Aline Valette commence à se détériorer au cours de l'hiver 1897-1898. Elle ne peut assister au congrès du POF de 1898, mais elle soumet un projet de résolution sur les droits de la femme, appelant les municipalités socialistes à organiser des scrutins non officiels pour les femmes en même temps que les scrutins masculins, ce qui constitue un pas en avant vers le suffrage féminin. Aucune femme n'assiste au congrès du POF de 1898 et le projet de résolution n'est pas entendu.
En avril 1898, Valette se rend à Arcachon, dans l'espoir que le temps chaud et l'eau minérale guérissent sa tuberculose. Elle meurt à Arcachon le 21 mars 1899 à l'âge de quarante-huit ans. Le POF a érigé un petit monument à Valette dans le cimetière d'Arcachon, représentant un soleil illuminant le monde. Il porte la légende « L’émancipation de la femme est un travail émancipé ».

## Convictions
Aline Valette maintient que le programme socialiste répond à toutes les demandes féministes. À partir de la fin de 1897, son enquête sur les travailleuses de l'industrie commence à paraître dans La Fronde. Elle y montre à quel point cette force de travail est devenue importante et combien de handicaps existent. Les femmes ne sont pas syndiquées, pas représentées dans les conseils de prud'hommes qui règlent les conflits du travail, n'ont pas le droit de vote et touchent souvent des salaires de famine. Elle déclare : « La dignité et l'indépendance de la femme, comme celle de l'homme, n'ont aucune garantie plus sûre que le travail. ».
Cependant, elle croit fermement en l'importance de la maternité, elle est critique envers les femmes qui choisissent de ne pas avoir d'enfants. Elle convient avec Karl Marx que les femmes sont économiquement opprimées, mais soutient que la communauté doit définir la maternité comme le statut le plus important et donc le plus élevé de toutes les professions. Dans le premier numéro de L'Harmonie sociale, l'article principal d'Aline Valette affirme qu'en prenant le « rôle artificiel de productrice, » les femmes négligent « leur rôle naturel de reproductrice ». Elle attend avec impatience l'époque heureuse où les femmes retrouveront leur « rôle biologique de créateur et d'éducatrice de l'espèce ». Ces convictions sont éloignées de l'orthodoxie socialiste ou féministe du début du XXe siècle.

## Œuvre
- La Journée de la petite ménagère, 1883.
- Œuvre des libérées de Saint-Lazare, fondée en 1870, reconnue d’utilité publique par décret du 26 janvier 1885, 1889.
- Socialisme et sexualisme : programme du parti socialiste féminin, 1893.